# Historia

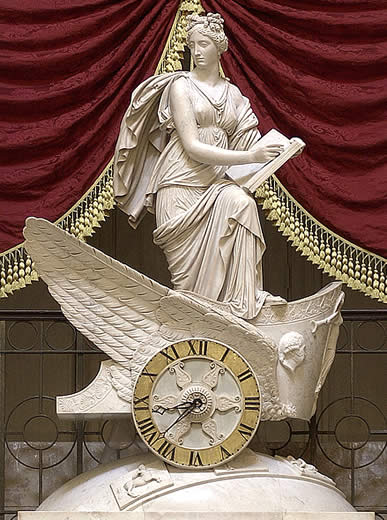
Clío, musa de la Historia en la mitología griega, representada sobre el carro de la Historia, contemplando antes de anotar en su libro.

La historia es la narración de los sucesos del pasado; generalmente los de la humanidad, aunque, también puede no estar centrada en el humano. Hay quien más breve y concisamente afirma que la historia es el conocimiento del pasado humano. Asimismo, es una disciplina académica que estudia dichos acontecimientos. A la ciencia o disciplina académica también se le denomina historiografía para distinguirla de la historia entendida como los hechos objetivos sucedidos. Es una ciencia social debido a su clasificación y método; pero, si no se centra en el humano, puede ser considerada como una ciencia natural, especialmente en un marco de la interdisciplinariedad; de cualquier forma, forma parte de la clasificación de la ciencia que engloba las anteriores dos, es decir, una ciencia fáctica (también llamada factual).
Su propósito es averiguar los hechos y procesos que ocurrieron y se desarrollaron en el pasado e interpretarlos ateniéndose a criterios de la mayor objetividad posible; aunque la posibilidad de cumplimiento de tales propósitos y el grado en que sean posibles son en sí mismos objetos de estudio de la historiología o teoría de la historia, como epistemología o conocimiento científico de la historia.[cita requerida]
Se denomina historiador o historiadora a la persona encargada del estudio de la historia. Al historiador profesional se le concibe como el especialista en la disciplina académica de la historia, y al historiador no profesional se le suele denominar cronista.

## Etimología

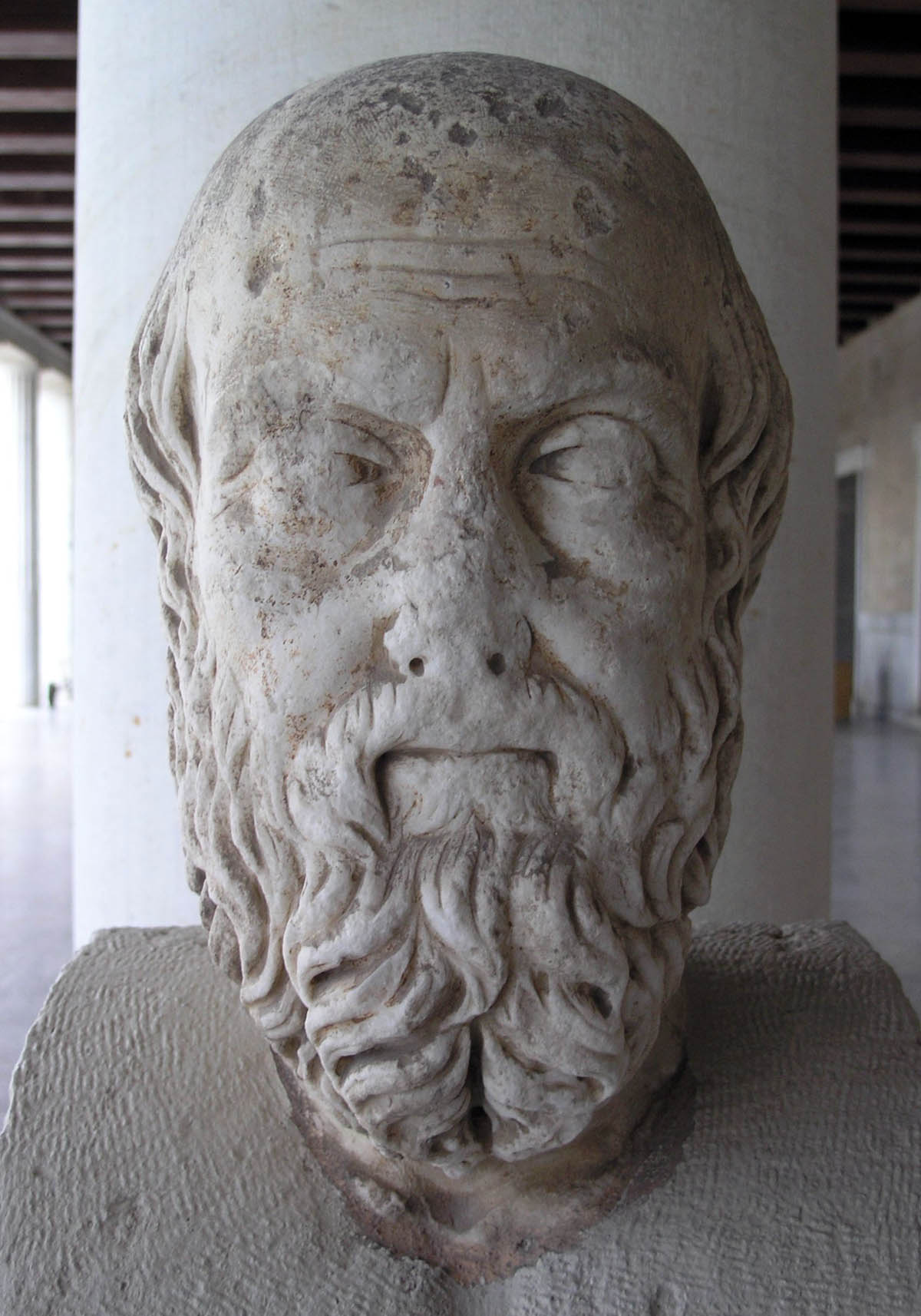
Heródoto, padre de la Historia.

La palabra historia deriva del griego ἱστορία (léase historia, traducible por «investigación» o «información», conocimiento adquirido por investigación), del verbo ἱστορεῖν («investigar»). De allí pasó al latín historia, que en castellano antiguo evolucionó a estoria (como atestigua el título de la Estoria de España de Alfonso X el Sabio, 1260-1284) y se reintrodujo posteriormente en el castellano como un cultismo en su forma latina original.
La etimología remota procede del protoindoeuropeo *wid-tor- (de la raíz *weid-, «saber, ver» —construcción hipotética—) presente también en las palabras latinas idea o visión, en las germánicas wit, wise o wisdom, la sánscrita veda, y las eslavas videti o vedati, y en otras lenguas de la familia indoeuropea.
La palabra antigua griega ἱστορία fue usada por Aristóteles en su Περὶ τὰ ζῷα ἱστορίαι (léase Perí ta zóa jistoríai, traducido "Historia acerca de los animales", latinizado Historia animalium, traducible por Historia de los animales [el título griego es plural y el latino es singular]). El término se derivaba de ἵστωρ (léase jístōr, traducible por «hombre sabio», «testigo» o «juez»). Se pueden encontrar usos de ἵστωρ en los himnos homéricos, Heráclito, el juramento de los efebos atenienses y en las inscripciones beocias (en un sentido legal, con un significado similar a «juez» o «testigo»). El rasgo aspirado es problemático, y no se presenta en la palabra cognata griega εἴδομαι («aparecer»). La forma ἱστορεῖν («inquirir»), es una derivación jónica, que se expandió primero en la Grecia clásica y más tarde en la civilización helenística.

## Definición
A su vez, se llama «historia» al pasado mismo, e incluso puede hablarse de una «historia natural» en que la humanidad no estaba presente,[cita requerida] que se utilizaba en oposición a la historia social, para referirse no solo a la geología y la paleontología, sino también a muchas otras ciencias naturales —las fronteras entre el campo al que se refiere tradicionalmente este término y el de la prehistoria y la arqueología son imprecisas, a través de la paleoantropología—, y que se pretende complementar con la historia ambiental o ecohistoria, y actualizarse con la denominada «Gran Historia».
Ese uso del término «historia» lo hace equivalente a «cambio en el tiempo» En ese sentido, se contrapone al concepto de filosófico equivalente a esencia o permanencia (lo que permite hablar de una filosofía natural en textos clásicos y en la actualidad, sobre todo en medios académicos anglosajones, como equivalente a la física). Para cualquier campo del conocimiento, se puede tener una perspectiva histórica —el cambio— o bien filosófica —su esencia—. De hecho, puede hacerse eso para la historia misma (véase tiempo histórico) y para el tiempo mismo. En este sentido, todo pasado en relación con el presente hace alusión al tiempo y a su cronología, y por lo tanto tener historia.[cita requerida]

## Estudio de la historia

### Como ciencia
Dentro de la popular división entre ciencias y letras o humanidades, se tiende a clasificar a la historia entre las disciplinas humanísticas junto con otras ciencias sociales (también denominadas ciencias humanas), o incluso se la llega a considerar como un puente entre ambos campos, al incorporar la metodología de estas a aquellas.
No todos los historiadores aceptan la identificación de la historia con una ciencia social, al considerarla una reducción en sus métodos y objetivos, comparables con los del arte si se basan en la imaginación (postura adoptada en mayor o menor medida por Hugh Trevor-Roper, John Lukacs, Donald Creighton, Gertrude Himmelfarb o Gerhard Ritter). Los partidarios de su condición científica son la mayor parte de los historiadores de la segunda mitad del siglo XX y del XXI (incluyendo, de entre los muchos que han explicitado sus preocupaciones metodológicas, a Fernand Braudel, E. H. Carr, Fritz Fischer, Emmanuel Le Roy Ladurie, Hans-Ulrich Wehler, Bruce Trigger, Marc Bloch, Karl Dietrich Bracher, Peter Gay, Robert Fogel, Lucien Febvre, Henri Marrou, Lawrence Stone, E. P. Thompson, Eric Hobsbawm, Carlo Cipolla, Jaume Vicens Vives, Manuel Tuñón de Lara o Julio Caro Baroja). Buena parte de ellos, lo hicieron desde una perspectiva multidisciplinar (Braudel combinaba historia con geografía, Bracher con ciencia política, Fogel con economía, Gay con psicología, Trigger con arqueología), mientras los demás citados lo hacían a su vez con las anteriores y con otras, como la sociología y la antropología. Esto no quiere decir que entre ellos hayan alcanzado una posición común sobre las consecuencias metodológicas de la aspiración de la historia al rigor científico, ni mucho menos que propongan un determinismo que (al menos desde la revolución einsteniana de comienzos del siglo XX) no proponen ni las llamadas ciencias duras.
Por su parte, los historiadores menos proclives a considerar científica su actividad tampoco defienden un relativismo estricto que imposibilitaría de forma total el conocimiento de la historia y su transmisión, y de hecho de un modo general aceptan y se someten a los mecanismos institucionales, académicos y de práctica científica existentes en la historia y comparables a los de otras ciencias (ética de la investigación, publicación científica, revisión por pares, debate y consenso científico, etcétera).[cita requerida]
La utilización que hace la historia de otras disciplinas como instrumentos para obtener, procesar e interpretar datos del pasado permite hablar de ciencias auxiliares de la historia de metodología muy diferente, cuya subordinación o autonomía depende de los fines a los que estas mismas se apliquen.[cita requerida]

### Como disciplina académica

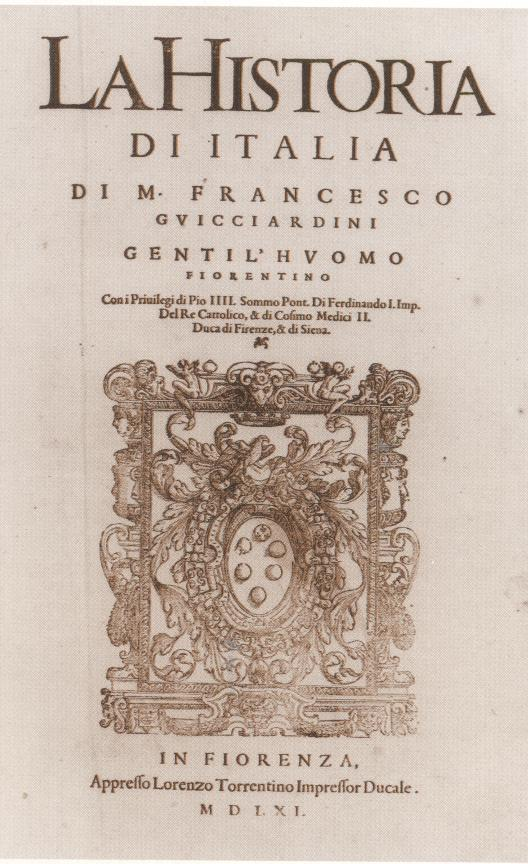
La Historia de Italia de Francesco Guicciardini, 1561

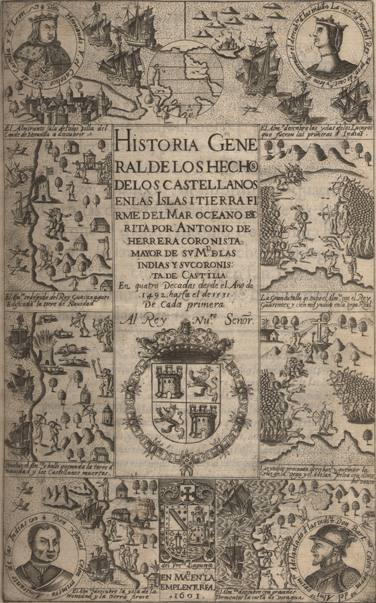
Historia General de los Hechos de los Castellanos en las Islas y Tierra Firme del Mar Océano, de Antonio de Herrera, edición de 1601

El registro de anales y crónicas fue en muchas civilizaciones un oficio ligado a un cargo institucional público, controlado por el Estado. Sima Qian (denominado padre de la Historia, en la cultura china) inauguró en esa civilización los registros históricos oficiales burocratizados (siglo II a. C.). La crítica del musulmán Ibn Jaldún (Muqaddima —Prolegómenos a la Historia Universal—, 1377) a la manera tradicional de hacer historia no tuvo consecuencias inmediatas, y se le consideró un precedente de la renovación de la metodología de la historia y de la filosofía de la historia que no se inició sino hasta el siglo XIX, fruto de la evolución de la historiografía en Europa occidental. Entretanto, los cronistas oficiales castellanos y de Indias dieron paso en la España ilustrada del siglo XVIII a la fundación de la Real Academia de la Historia; instituciones similares existen en otros países.
La docencia de la historia en la enseñanza obligatoria fue una de las bases de la construcción nacional desde el siglo XIX, proceso simultáneo a la proliferación de las cátedras de historia en las universidades (inicialmente en las facultades de letras o Filosofía y Letras, y con el tiempo, en facultades propias o de Geografía e Historia —disciplinas cuya proximidad científica y metodológica es una característica de la tradición académica francesa y española—) y la creación de todo tipo de instituciones públicas y privadas (clubes históricos o sociedades históricas, muy habitualmente medievalistas, respondiendo al historicismo propio del gusto romántico, empeñado en la búsqueda de elementos de identificación nacional); así como publicaciones dedicadas a la historia.
En la enseñanza media de la mayor parte de los países, los programas de historia se diseñaron como parte esencial del currículo. En especial la agregación de historia presente en los lycées franceses desde 1830 adquirió con el tiempo un prestigio social incomparable con los cargos similares en otros sistemas educativos y que caracterizó el elitismo de la escuela laica republicana hasta finales del siglo XX.
A ese proceso de institucionalización, siguió la especialización y subdivisión de la disciplina con diferentes sesgos temporales (de cuestionable aplicación fuera de la civilización occidental: historia antigua, medieval, moderna, contemporánea —estas dos últimas, habituales en la historiografía francesa o española, no suelen subdividirse en la historiografía anglosajona: era moderna—), espaciales (historia nacional, regional, local, continental —de África, de Asia, de América, de Europa, de Oceanía—), temáticos (historia política, militar, de las instituciones, económica y social, de los movimientos sociales y de los movimientos políticos, de las civilizaciones, de las mujeres, de la vida cotidiana, de las mentalidades, de las ideas, cultural), historias sectoriales ligadas a otras disciplinas (historia del arte, de la música, natural, de las religiones, del derecho, de la ciencia, de la medicina, de la economía, de la ciencia política, de las doctrinas políticas, de la tecnología), o centrada en cualquier tipo de cuestión particular (historia de la electricidad, de la democracia, de la Iglesia, de los sindicatos, de los sistemas operativos, de las formas —literarias de la Biblia—, etc). Ante la atomización del campo de estudio, también se han realizado distintas propuestas que consideran la necesidad de superar esas subdivisiones con la búsqueda de una perspectiva holística (historia de las civilizaciones, historia total o historia universal) o su enfoque inverso (microhistoria); sin olvidar el nuevo campo académico e interdisciplinar de la Gran Historia como «el intento de comprender de manera unificada, la Historia del Cosmos o Universo, la Tierra, la Vida y la Humanidad», cubriendo la historia desde el Big Bang hasta la Historia del mundo actual. Examina los tiempos de larga duración utilizando un enfoque multidisciplinar basado en la combinación de numerosas disciplinas de la ciencia y las humanidades que estudian el pasado, las Ciencias-Históricas, y explora la existencia humana en el contexto de un panorama más amplio, que en relación con el presente hace alusión al tiempo y la cronología, enseñándose en universidades y escuelas.
El Premio Nacional de Historia (de Chile —bianual, a una personalidad— y de España —a una obra publicada cada año—) y el Premio Príncipe de Asturias de Ciencias Sociales (a una personalidad del ámbito de la historia, la geografía u otras ciencias sociales) son los más altos reconocimientos de la investigación histórica en el ámbito hispanohablante, mientras que en el ámbito anglosajón existe una de las versiones del Premio Pulitzer. El Premio Nobel de Literatura, que puede recaer en historiadores, solo lo hizo en dos ocasiones (Theodor Mommsen, en 1902, y Winston Churchill, en 1953). Desde una perspectiva más propia de la consideración actual de la historia como una ciencia social, el Premio Nobel de economía fue concedido a Robert Fogel y Douglass North en 1993. Por otra parte, el Premio Pfizer de la History of Science Society se estableció en 1958. El premio consiste en una medalla y una cantidad en metálico. Este premio se otorga en reconocimiento a un libro extraordinario sobre la historia de la ciencia. Cada año, un centenar de autores compiten por este premio, que es considerado el más importante para libros de historia de la ciencia.
El Premio Internacional de Ciencias Históricas, es el premio internacional más prestigioso de Historia otorgado por el Comité Internacional de Ciencias Históricas (International International Committee of Historical Sciences / Comité international des sciences historiques), la asociación internacional de Ciencias Históricas fundada en Ginebra el 14 de mayo de 1926, que concede desde 2015 el Premio Internacional de Historia del CICH, Jaeger-LeCoultre, al «historiador que se ha distinguido en el campo de la Historia por sus obras, publicaciones o docencia, y haya contribuido significativamente al desarrollo del conocimiento histórico». Considerado el "Premio Nobel" en Ciencias Históricas, el jurado del Consejo del CISH, que cuenta con 12 miembros de diferentes países, selecciona al ganador dentro de un grupo de candidatos excelentes y altamente calificados. Solo los miembros colectivos del CISH (sus comités nacionales o sus organizaciones afiliadas internacionales) pueden presentar candidatos.

### Historiador

#### Perspectivas: justificación, importancia y objetivo

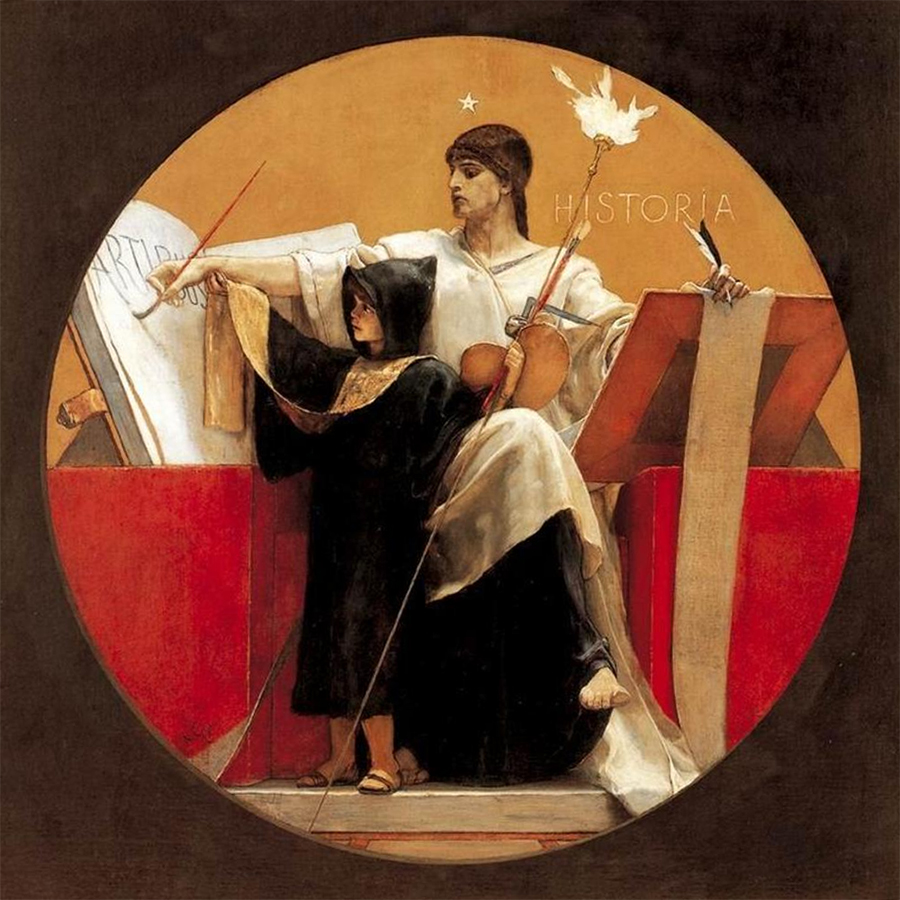
Historia de Nikolaos Gysis (1892)

Tampoco deben confundirse los supuestos fines teleológicos del hombre en la historia con los fines de la historia, es decir, la justificación de la propia historia como memoria de la humanidad. La historia, al ser una ciencia social, no puede abstraerse del porqué se encarga de estudiar los procesos sociales: explicar los hechos y eventos del pasado, sea por el conocimiento mismo, sea porque nos ayudan a comprender el presente.
Cicerón bautizó a la historia como maestra de la vida, y como él Cervantes, que también la llamó madre de la verdad.
Benedetto Croce remarcó la fuerte implicación del pasado en el presente con su toda historia es historia contemporáea. La historia, al estudiar los hechos y procesos del pasado humano, es un útil para la comprensión del presente y plantear posibilidades para el futuro.
Salustio llegó a decir que entre las distintas ocupaciones que se ejercitan con el ingenio, el recuerdo de los hechos del pasado ocupa un lugar destacado por su gran utilidad.
Un tópico muy difundido (atribuido a Jorge Santayana) advierte que los pueblos que no conocen su historia están condenados a repetirla, aunque otro tópico (atribuido a Karl Marx) indique a su vez que cuando se repite lo hace una vez como tragedia y la segunda como farsa.
La radical importancia de ello se basa en que la historia, como la medicina, es una de las ciencias en que el sujeto investigador coincide con el objeto a estudiar. De ahí la gran responsabilidad del historiador: la historia tiene una proyección al futuro por su potencia transformadora como herramienta de cambio social; y a los profesionales que la manejan, los historiadores, les es aplicable lo que Marx dijo de los filósofos (hasta ahora se han encargado de interpretar el mundo y de lo que se trata es de transformarlo). No obstante, desde otra perspectiva se pretende una investigación desinteresada para la objetividad en la ciencia histórica. Aunque llegar a conocer los hechos tal como fueron, como pretendía Leopold Ranke, es imposible, sí es un imperativo de la investigación histórica acercarse al máximo a ese objetivo, y además hacerlo con una perspectiva tal que sitúe los hechos en su contexto, de modo que al conocimiento factual se añada el entendimiento de lo que realmente pasó; y aunque sea inevitable que sesgos de todo tipo alteren la forma en que tal entendimiento se produce, al menos ser conscientes de cuáles pueden ser y en qué grado actúan.

## Ramas

### Historiografía
La historiografía es el conjunto de técnicas y métodos propuestos para describir los hechos históricos acontecidos y registrados, entendida como la ciencia que se encarga del estudio de la historia. La correcta praxis de la historiografía requiere el empleo correcto del método histórico y el sometimiento a los requerimientos típicos del método científico. También se denomina historiografía a la producción literaria de los historiadores, y a las escuelas, agrupaciones o tendencias de los historiadores mismos.

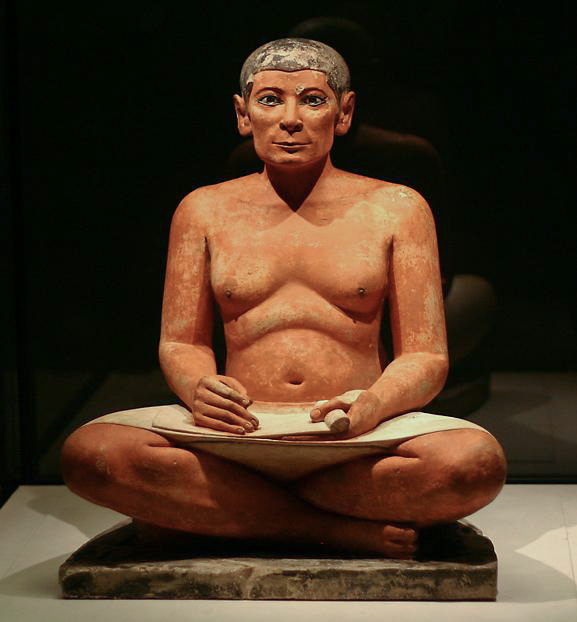
El escriba sentado (Saqqara —IV o V dinastía de Egipto—). Representa a un funcionario en actitud de comenzar a escribir, o sea, a registrar un hecho o una interpretación más o menos interesada de hechos seleccionados —económicos, militares, legislativos, religiosos—; una función de consecuencias trascendentales: sirve tanto para el ejercicio y la justificación del poder en su presente como para la preservación de la memoria histórica hacia la posteridad.

La identificación del concepto de historia con la narración escrita del pasado produce, por un lado, su confusión con el término historiografía (historia se llama a la vez al objeto estudiado, a la ciencia que lo estudia y al documento resultado de ese estudio); y por otro justifica el empleo del término prehistoria para el período anterior a la aparición de la escritura, reservándose el nombre historia para el periodo posterior.
Según ese uso restrictivo, la mayor parte de la humanidad queda fuera de la historia, no tanto porque no accede personalmente a la lectura y la escritura (el analfabetismo fue la condición común de la inmensa mayoría de la población, incluso para las clases dominantes, hasta la imprenta), sino porque los reflejados en el discurso histórico han sido siempre muy pocos, y grupos enteros quedan invisibilizados (las clases bajas, las mujeres, los discrepantes que no pueden acceder al registro escrito), con lo que ha sido objeto de preocupación de algunos historiadores la reconstrucción de la visión de los vencidos y la historia desde abajo.
Lo mismo ocurre con gran número de pueblos y culturas (las consideradas como culturas primitivas, en una terminología ya desfasada de la antropología antigua) que no tienen historia. El tópico los idealiza al considerar que son pueblos felices. Entran en ella cuando se produce su contacto, habitualmente destructivo (aculturación), con civilizaciones (sociedades complejas, con escritura). Incluso en ese momento no son propiamente objeto de la historia sino de la protohistoria (historia realizada a partir de las fuentes escritas producidas por los que generalmente son sus pueblos colonizadores por oposición a los pueblos indígenas). No obstante, independientemente de que los historiadores y los antropólogos ideológicamente tengan una tendencia etnocentrista (eurocentrista, sinocentrista o indigenista) o, de forma opuesta, multiculturalista o relativista cultural, existe la posibilidad de obtener o reconstruir un relato fiable de los acontecimientos que afectan a un grupo humano utilizando otras metodologías: fuentes arqueológicas (cultura material) o historia oral. En buena parte, esta diferencia es artificial, y no necesariamente novedosa: el mismo Heródoto no puede sino usar ese tipo de fuentes documentales cuando redacta la que se considera la primera Historia, o al menos acuña el término, en la Grecia del siglo V a. C. para que el tiempo no abata el recuerdo de las acciones de los hombres y que las grandes empresas acometidas, ya sea por los griegos, ya por los bárbaros, no caigan en olvido; da también razón del conflicto que puso a estos dos pueblos en la lid. Así comienza su obra titulada Ἱστορίαι (léase históriai, literalmente «investigaciones», «exploraciones», latinizado Historiae —«Historias», en plural—), seminal para la ciencia histórica, y que suele denominarse en castellano Los nueve libros de historia. La lid citada son las guerras médicas y los bárbaros, persas.

### Historiología
La historiología o «teoría de la historia» es el conjunto de explicaciones, métodos y teorías sobre cómo, por qué y en qué medida se dan cierto tipo de hechos históricos y tendencias sociopolíticas en determinados lugares y no en otros. El término fue introducido por José Ortega y Gasset y el DRAE lo define como el estudio de la estructura, leyes y condiciones de la realidad histórica.

## Ramas de otras ciencias relacionadas

### Filosofía de la historia
La filosofía de la historia no debe confundirse ni con la historiología, ni con la historiografía, de los que se separa claramente. La filosofía de la historia es la rama de la filosofía que concierne al significado de la historia humana, si es que lo tiene. En su origen especuló si era posible un fin teleológico de su desarrollo, o sea, se pregunta si hay un diseño, propósito, principio director o finalidad en el proceso de la historia humana. En la actualidad se discute más sobre la función del conocimiento histórico dentro del conocimiento y las implicaciones del mismo. También se ha discutido sobre si el objeto de la historia debe ser una verdad histórica, el deber ser, o si la historia es en algún sentido es cíclica o lineal y el devenir histórico se aparta indefinidamente del punto de partida. También se ha discutido si es posible hablar de la idea de progreso positivo en ella.

## Áreas de estudio por región geográfica

### Historia universal

#### Periodización tradicional
No hay un acuerdo universal sobre la periodización de la historia, aunque sí un consenso académico sobre los periodos de la historia de la civilización occidental, basado en los términos acuñados inicialmente por Cristóbal Celarius (Edades Antigua, Media y Moderna), que ponía al mundo clásico grecorromano y su Renacimiento como los hechos determinantes para la división; y que actualmente es de aplicación general. La acusación de eurocentrismo que se hace a tal periodización no impide que sea la más utilizada, por ser la que responde precisamente al desarrollo de los procesos históricos que produjeron el mundo contemporáneo.
En cuanto a la división del tiempo prehistórico en Edad de la Piedra y Edad de los Metales, fue propuesta en 1836 por el arqueólogo danés Christian Jürgensen Thomsen.
La evolución tecnológica presenta dos grandes cesuras en el pasado de la humanidad: la revolución neolítica y la revolución industrial, lo que permite hablar de tres grandes periodos: el caracterizado por la exclusividad de sociedades cazadoras-recolectoras, el preindustrial y el industrial (a veces se emplea el adjetivo postindustrial para el periodo de la historia más reciente).
El problema de cualquier periodización es hacerla coherente en términos sincrónicos y diacrónicos, es decir: que sea válida tanto para el transcurso del tiempo en un único lugar, como para lo que ocurre al mismo tiempo en distintos ámbitos espaciales. Cumplir ambos requisitos resulta difícil cuando los fenómenos que originan el comienzo de un periodo en un lugar (especialmente el Próximo Oriente, Asia Central o China) tardan en difundirse o surgir endógenamente en otros lugares, que a su vez pueden estar más o menos próximos y conectados (como Europa Occidental o el África subsahariana), o más o menos lejanos y desconectados (como América u Oceanía). Para responder a todo ello, los modelos de periodización incluyen términos intermedios y periodos de solapamiento (yuxtaposición de características distintas) o transición (aparición paulatina de las novedades o características mixtas entre el periodo que empieza y el que termina). La didáctica de la historia se ayuda frecuentemente de diferentes tipos de representación gráfica de la sucesión de hechos y procesos en el tiempo y en el espacio.
| Prehistoria          | Prehistoria       | Prehistoria          | Prehistoria      | Prehistoria      | Prehistoria    | Prehistoria         | Prehistoria         | Prehistoria         |
| Edad de Piedra       | Edad de Piedra    | Edad de Piedra       | Edad de Piedra   | Edad de Piedra   | Edad de Piedra | Edad de los Metales | Edad de los Metales | Edad de los Metales |
| -------------------- | ----------------- | -------------------- | ---------------- | ---------------- | -------------- | ------------------- | ------------------- | ------------------- |
| Paleolítico          | Paleolítico       | Paleolítico          | Mesolítico       | Mesolítico       | Neolítico      | Edad del Cobre      | Edad del Bronce     | Edad del Hierro     |
| Paleolítico Inferior | Paleolítico Medio | Paleolítico Superior | Epi- paleolítico | Proto- neolítico | Neolítico      | Edad del Cobre      | Edad del Bronce     | Edad del Hierro     |

| Historia de Europa |                    |                   |                 |                  |                 |          |              |              |             |                    |                    |                    |
| Protohistoria      | Edad Antigua       | Edad Antigua      | Edad Media      | Edad Media       | Edad Media      | siglo XV | Edad Moderna | Edad Moderna | siglo XVIII | Edad Contemporánea | Edad Contemporánea | Edad Contemporánea |
| Protohistoria      | Antigüedad clásica | Antigüedad tardía | Alta Edad Media | Baja Edad Media  | Baja Edad Media | siglo XV | Edad Moderna | Edad Moderna | siglo XVIII | Edad Contemporánea | Edad Contemporánea | Edad Contemporánea |
| Protohistoria      | Antigüedad clásica | Antigüedad tardía | Alta Edad Media | Plena Edad Media | Crisis          | siglo XV | siglo XVI    | siglo XVII   | siglo XVIII | siglo XIX          | siglo XX           | siglo XXI          |

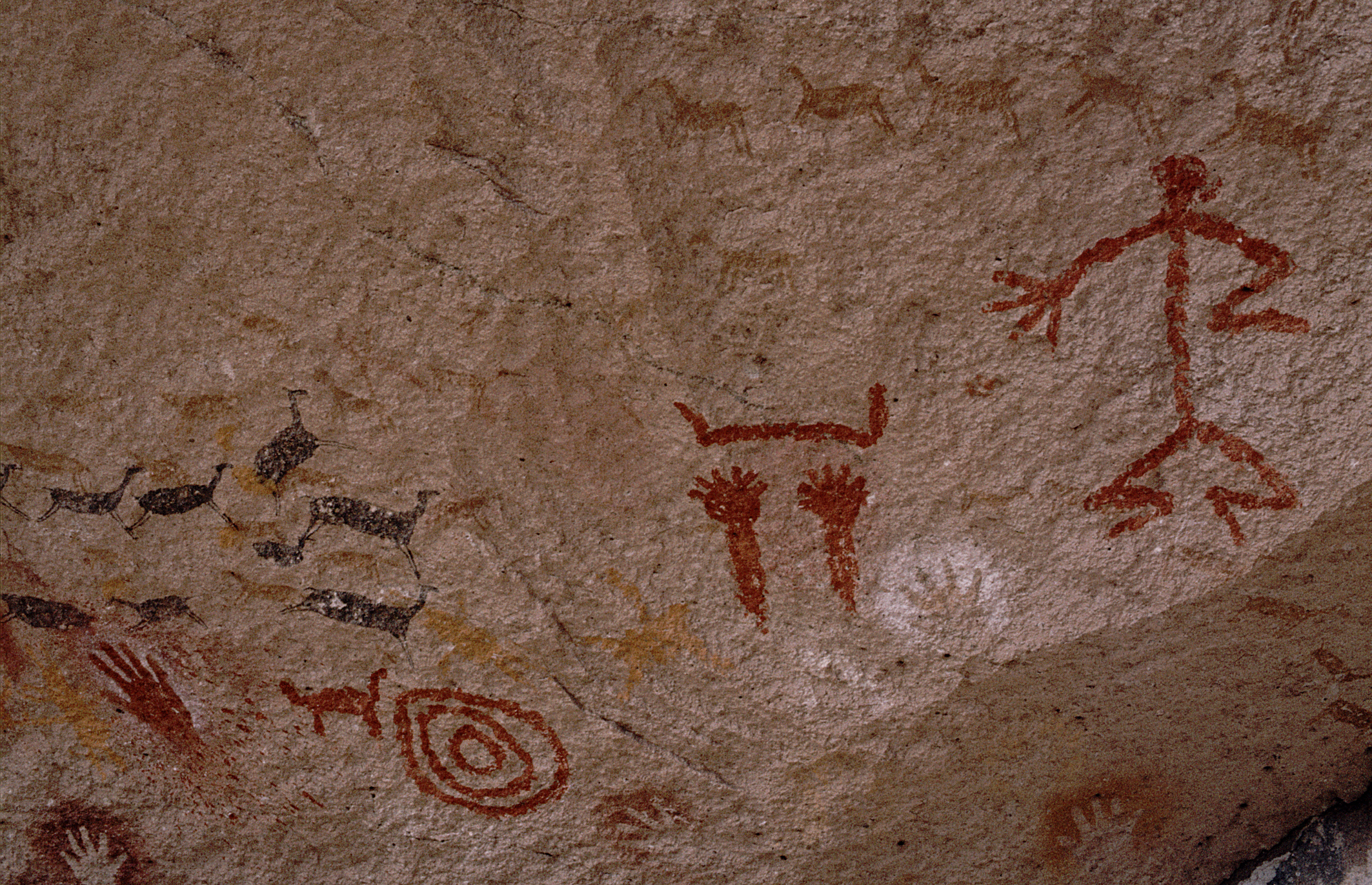
Pinturas rupestres de Cueva de las Manos (Río Pinturas, Argentina, cerca de 9000 años de antigüedad). Representan esquemáticamente a un hombre y a grupos de animales; también se observan otros símbolos, destacadamente las manos que dan el nombre al lugar. Esta forma de arte prehistórico, aunque es un testimonio valiosísimo para la reconstrucción del pasado, no es una fuente histórica en el sentido clásico de la palabra, sino arqueológica.

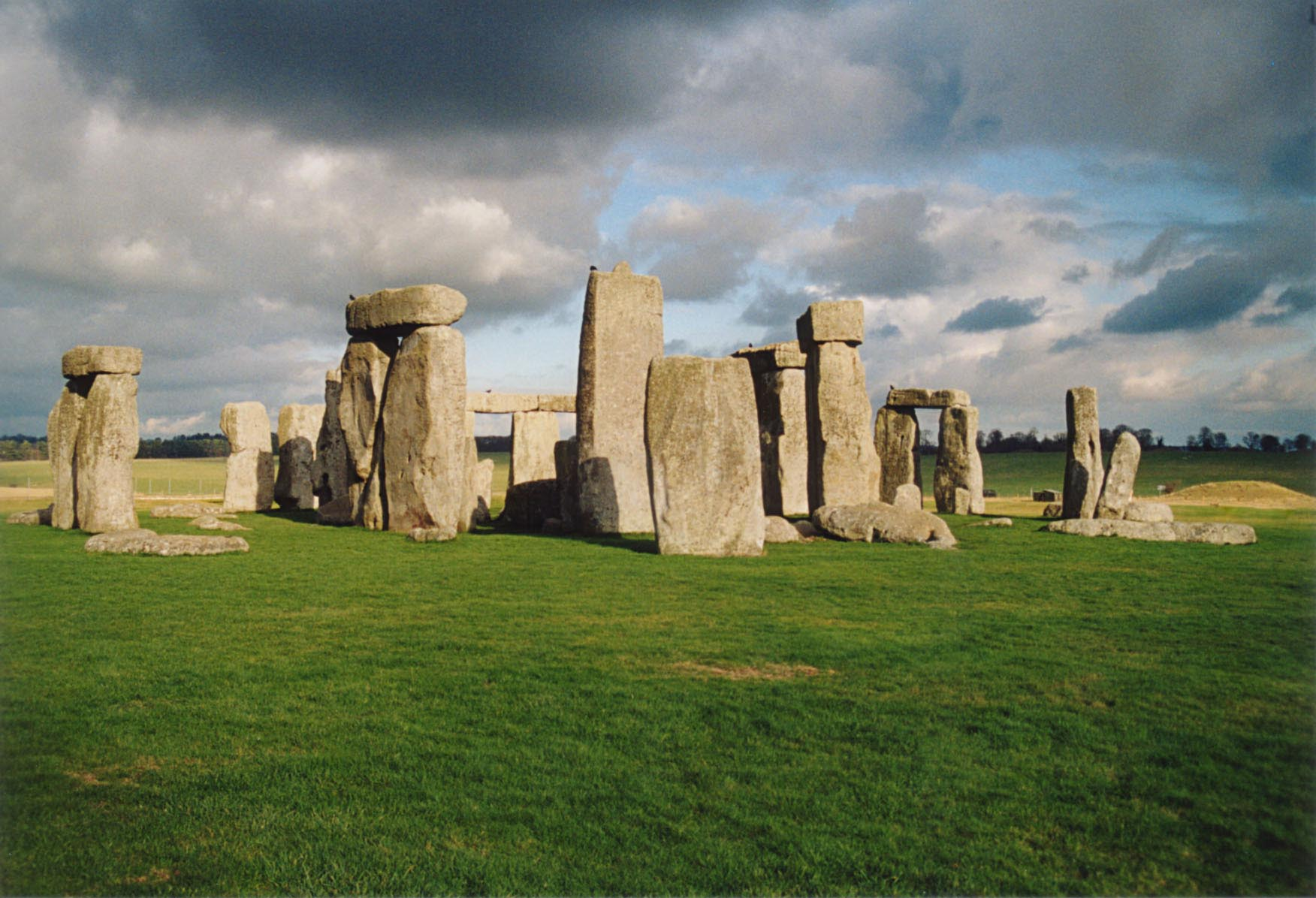
Stonehenge, un monumento megalítico tipo crómlech construido en Gran Bretaña en el iii milenio a. C. por un pueblo en transición del neolítico a la Edad de los Metales, contemporáneo de las Pirámides de Egipto. Su olvidada función religiosa y astronómica es objeto en la actualidad de revivals espiritualistas.

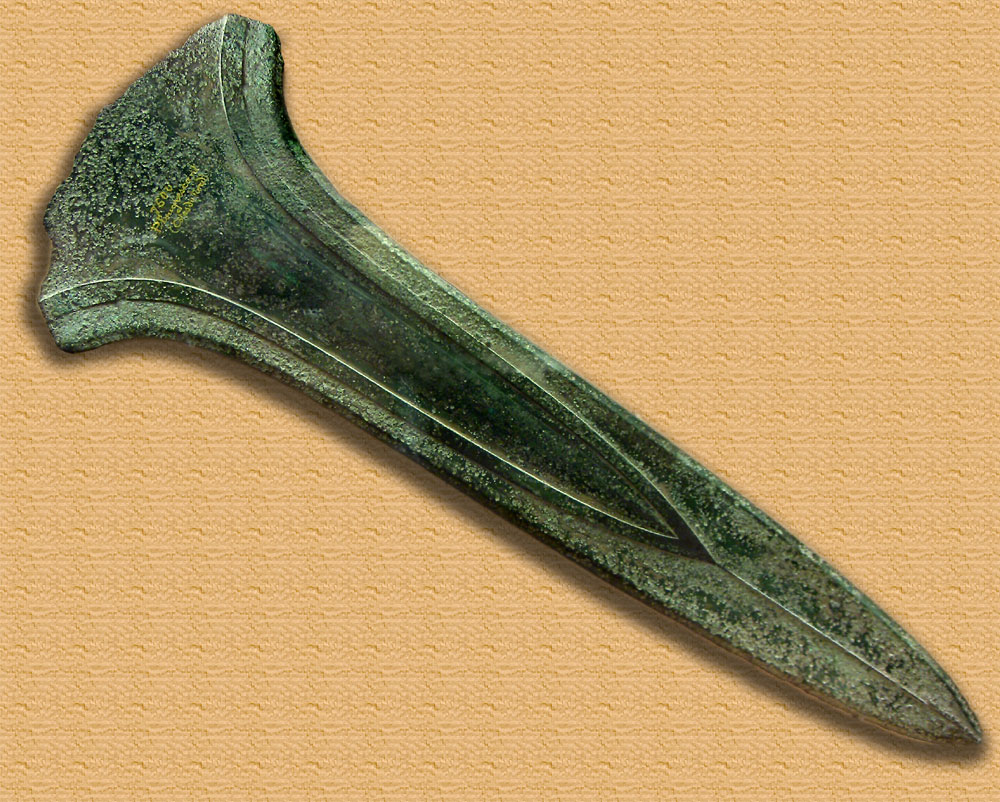
Espada de bronce (Saint-Germain-en-Laye, Francia, hacia, periodo protohistórico en el que los héroes griegos, que usarían armas semejantes, ya son cantados por Homero).

- Prehistoria. Desde la aparición del hombre (diferenciación de las distintas especies del género Homo, subtribu hominina, superfamilia Hominoidea, orden de los primates), de fechas inciertas, hace más de dos millones de años; hasta la aparición de la escritura, en torno al iv milenio a. C.[35] Se considera un campo académico o especialidad muy ligada a la Arqueología.
  - Paleolítico (etimológicamente Antigua Edad de Piedra, por la piedra tallada). Los hechos más decisivos son los ligados a la evolución humana, en lo físico, y a la evolución cultural primitiva (utilización de herramientas y del fuego y desarrollo de distintos tipos de colaboración y conducta social primitiva; destacadamente el lenguaje). Los grupos sociales no superarían el tamaño de hordas, con una densidad de población inferior a un habitante por kilómetro cuadrado. La economía se limitaba a una relación depredadora con el medio ambiente (caza, pesca y recolección), lo que no impedía un impacto notable (primera humanización del paisaje natural y extinciones provocadas por la presión de la actividad humana en los ecosistemas donde se introduce).
    - Paleolítico inferior. Primeros modos de talla lítica de instrumentos (Olduvayense o modo 1 y Achelense o modo 2), asociados a restos fósiles de homínidos: Australopitecus, Homo habilis y Homo ergaster (África sudoriental), Homo erectus (extendido por todo el Viejo Continente); Homo antecessor y Homo heidelbergensis (específicos de Europa —yacimiento de Atapuerca—).
    - Paleolítico medio. Ligado a cambios en la cultura material (Musteriense o modo 3) y en las especies de homínidos (Hombre de Neanderthal en Europa, Homo sapiens arcaico en África —Hombres de Kibish—), desde hace 130 000 años hasta hace 35 000 años aproximadamente.
    - Paleolítico superior. Ligado a la cultura material asociada al Homo sapiens moderno: el modo 4 (Auriñaciense, Gravetiense, Solutrense, Magdaleniense —en Europa—, Clovis y Monte Verde —en América, donde por primera vez aparecen homínidos—); desde hace 35 000 años hasta hace 10 000 años aproximadamente. Ya no hay cambios significativos para la paleoantropología en el registro fósil; las variaciones entre distintos grupos son mucho más sutiles: las estudiadas tradicionalmente por la antropología física y que se conocían como razas humanas, y que la moderna genética de poblaciones estudia con renovadas metodologías (genética molecular). Junto con la paleo-lingüística pretende reconstruir las migraciones primitivas.[n. 13]

  - Mesolítico/Epipaleolítico/Protoneolítico. Periodo de transición, ligado a los cambios que produjo el fin de la última glaciación. Desde el x milenio a. C. hasta el viii milenio a. C., aproximadamente. En las zonas en las que significó una transición hacia el neolítico se denomina mesolítico, mientras que en el resto, en las que solo significa una fase de continuación del paleolítico, se denomina epipaleolítico.
  - Neolítico (etimológicamente «nueva Edad de Piedra», por la piedra pulimentada: modo 5). Del viii milenio a. C. al iv milenio a. C. aproximadamente. Su inicio en cada zona está ligado al desarrollo de la denominada Revolución Neolítica: sustitución de la economía depredadora (caza, pesca y recolección) por la economía productora (agricultura y ganadería), lo que intensificó extraordinariamente la densidad de población (de crecimiento limitado —régimen demográfico antiguo—) y el impacto en el medio ambiente. Aparición de la cerámica, sustitución del nomadismo por el sedentarismo (asentamientos estables o aldeas). Tuvo lugar a partir del viii milenio a. C. en el Creciente fértil del Oriente Próximo, y se difundió hacia el norte de África y Europa (en España a partir del vi milenio a. C.) y Asia. La aparición de la agricultura y la ganadería se produjo de forma endógena en otras zonas del mundo (con seguridad en América, de forma menos clara en otras zonas).
  - Edad de los Metales. Desde el iv milenio a. C. (o más tarde, según la zona), que aunque es una época ya histórica en el Próximo Oriente Antiguo, es aún prehistórica en la mayor parte del mundo. Innovaciones tecnológicas de difusión paulatina (metalurgia, rueda, arado, vela). Algunas aldeas se amurallan y aumentan de tamaño hasta transformarse en ciudades. La economía y la sociedad se hace más compleja (excedentes, comercio a larga distancia, especialización del trabajo, estratificación social con una élite dirigente caracterizada por la exhibición de riqueza en forma de armas y monumentos funerarios). El tránsito a la historia se dará cuando se complete la formación de las sociedades complejas (civilizaciones) con estado y religión institucionalizada, que producirán la escritura.
    - Calcolítico o Edad del Cobre (iii milenio a. C. aproximadamente, en Europa Occidental).
    - Edad del Bronce (ii milenio a. C. aproximadamente, en Europa Occidental).
    - Edad del Hierro (i milenio a. C. aproximadamente, en Europa Occidental, hasta la romanización).

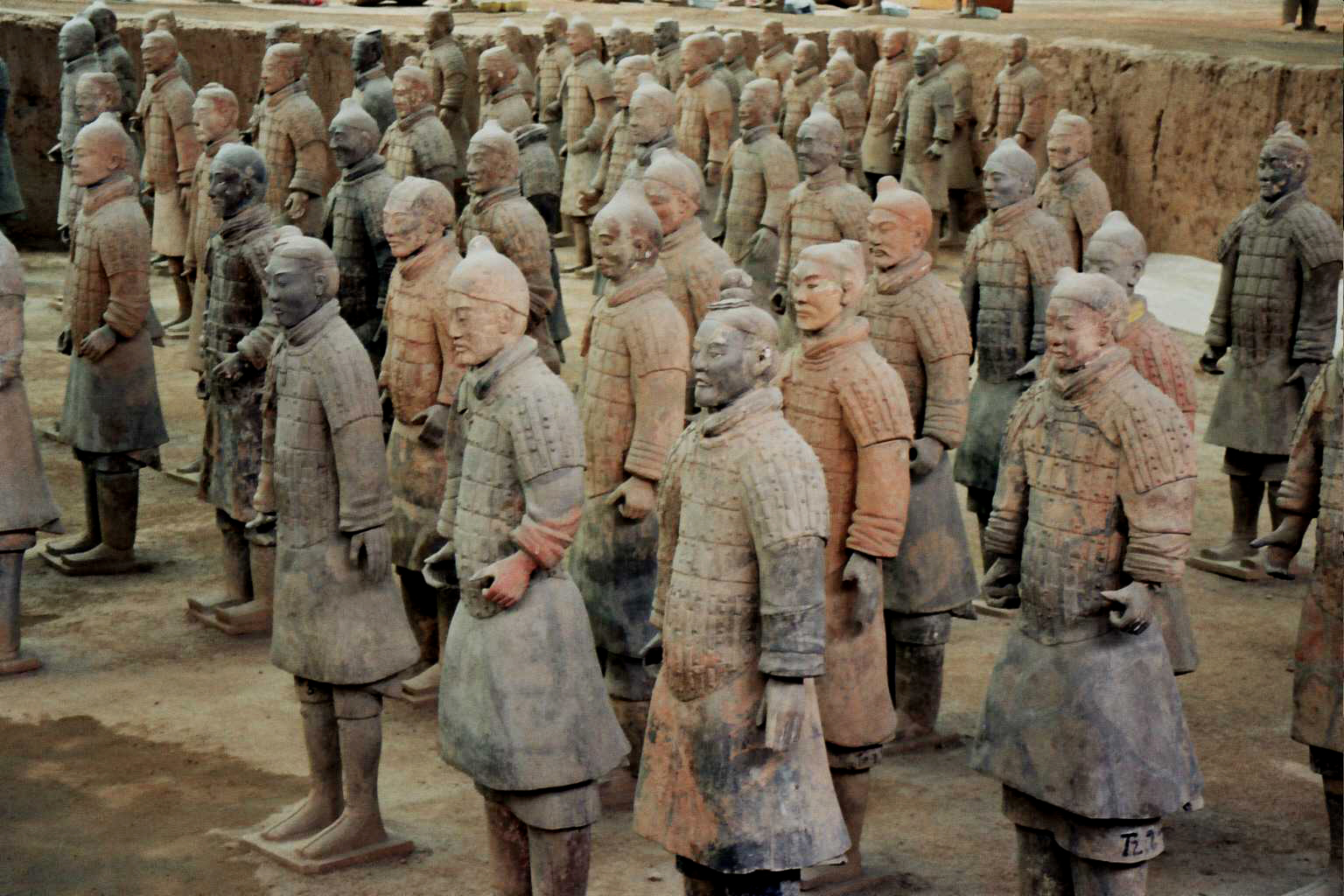
Los miles de guerreros del ejército de terracota (Xian,) servían para garantizar el eterno mandato de Qin Shi Huang, autoproclamado primer emperador de China, temeroso de los innumerables enemigos cuya venganza esperaba en la vida después de la muerte. Las civilizaciones extremo-orientales se caracterizaron por su continuidad, que no se vio interrumpida por la discontinuidad entre Edad Antigua y Edad Media propia de la civilización occidental. Especialmente la civilización china, el ejemplo más estable de imperio hidráulico, vio la repetición aparentemente perpetua de ciclos dinásticos de auge (interpretado tradicionalmente como premio por respetar el equilibrio del mandato del cielo), descomposición interna (interpretada como consecuencia del desequilibrio al no respetarlo) e invasiones exteriores (interpretadas como castigo y oportunidad de reiniciar el ciclo), que continuó hasta el.

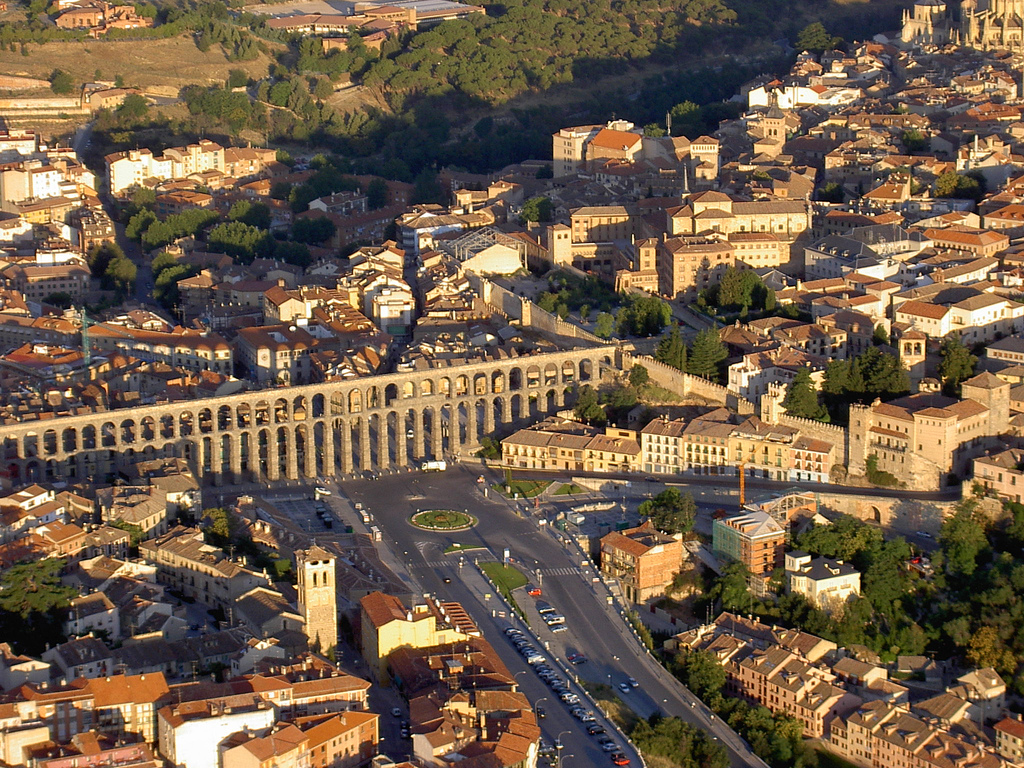
El acueducto de Segovia, una construcción utilitaria romana de finales del, sigue determinando la personalidad de una ciudad contemporánea, junto con otros hitos de su historia como las murallas o la catedral. Otras muestras de la pervivencia de la romanización en la actualidad son la lengua, el derecho, la religión, etc.

- Historia. Desarrollo de la escritura como consecuencia de la aparición de los primeros estados. iv milenio a. C. en Sumeria.
  - Protohistoria. Período de solapamiento: las civilizaciones que desarrollan escritura dejan constancia escrita no solo de sí mismas, sino de otros pueblos que no lo han hecho. Habitualmente los pueblos colonizadores son los que dejan testimonio histórico de su relación los pueblos indígenas (por ejemplo, de los pueblos prerromanos).
  - Edad Antigua
    - Nacimiento de la civilización en el Antiguo Oriente Próximo (a veces denominado Antigüedad temprana).[36] Primeros estados (templos, ciudades-estado, imperios hidráulicos) en Mesopotamia (Sumeria, Acad, Babilonia, Asiria), Antiguo Egipto, Levante Mediterráneo (Fenicia, Antiguo Israel) y el resto del Mediterráneo Oriental (civilizaciones anatólicas —hititas—, y egeas —minoica y micénica—); con muy poca relación con esos núcleos en India (cultura del valle del Indo), China; y de forma endógena en la América precolombina y en algunas culturas del África Subsahariana.[37]
    - Antigüedad clásica: Entre el siglo VIII a. C. y el siglo II. De validez restringida a las civilizaciones griega y romana, caracterizadas por la cultura clásica (término de gran ambigüedad, que en su aspecto espacial y temporal puede considerarse ampliado a todo el Próximo Oriente por el helenismo posterior al Imperio de Alejandro Magno y al Mediterráneo occidental por el helenizado Imperio romano; o restringido al periodo clásico del arte griego —siglo V a. C. y siglo IV a. C.—; o de forma aún más estricta reducido al siglo de Pericles —la Atenas de mediados del siglo V—), y unos precoces conceptos de libertad, democracia y ciudadanía que se basaban paradójicamente en la sumisión de otros pueblos y la utilización intensiva de la fuerza de trabajo esclava. Ambas civilizaciones contaban sus eras desde fechas del siglo VIII a. C. (la primera olimpiada o la fundación de Roma, respectivamente). Simultáneamente se desarrolló el Imperio persa, que ocupa el espacio intermedio y pone en contacto las civilizaciones mediterráneas con las civilizaciones asiáticas, especialmente la hindú, mientras que las civilizaciones de Extremo Oriente, como la china, se desarrollan de forma prácticamente independiente, y las americanas en total desconexión.
    - Antigüedad tardía: De validez restringida a Occidente, es un periodo de transición, desde la crisis del siglo III hasta Carlomagno o la llegada del islam a Europa (siglo VIII), en que el Imperio romano entra en decadencia y sufre el impacto de las invasiones germánicas, nuevas religiones monoteístas (cristianismo e islam) se imponen como religiones dominantes y el modo de producción esclavista se sustituye por el modo de producción feudal. En Oriente sobrevive el Imperio bizantino rehelenizado.[38]

Cara de la guerra en el Estandarte de Ur, iii milenio a. C. Aparecen tropas uniformadas y en formación, carros de guerra y la figura destacada de un líder. Los enemigos vencidos son pisoteados por los caballos o sometidos.
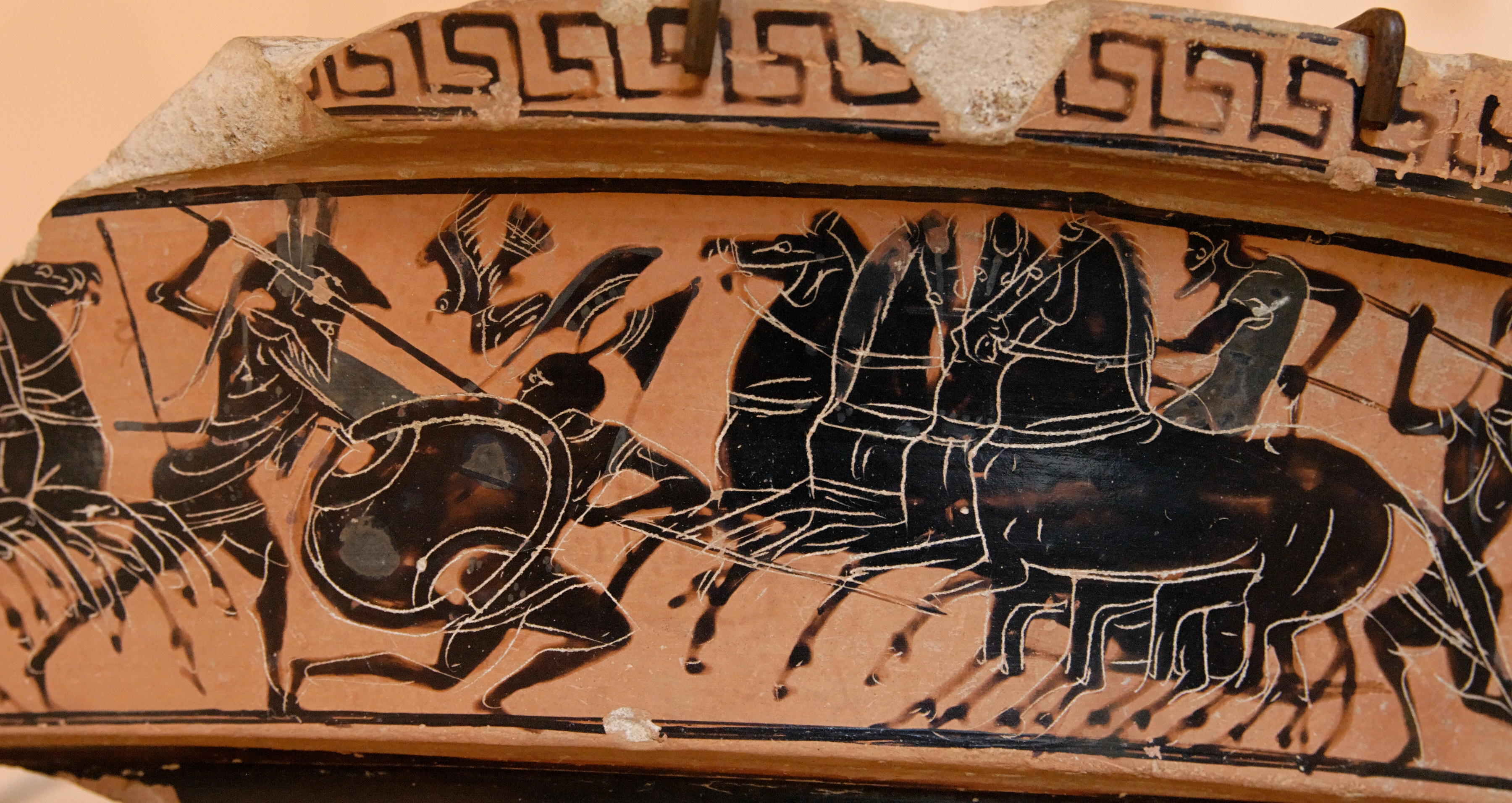
Dos guerreros griegos en combate singular. Tras ellos hay carros de guerra. Fragmento de una crátera ática de figuras negras, Selinunte, siglo VI a. C. (contemporánea a las reformas de Clístenes). El equipamiento militar para el combate cuerpo a cuerpo (casco, lanza) es similar al que usarán los hoplitas, pero ellos luchan agrupados en falanges, y el escudo estará diseñado para proteger tanto al compañero de filas como al que lo lleva.
Sarcófago Ludovisi, hacia 250. Las legiones romanas luchan contra los godos, que en los siglos siguientes (periodo de las invasiones bárbaras) contribuirán decisivamente tanto a la continuidad como a la Caída del Imperio romano, tras la que instaurarán algunos de los más importantes reinos germánicos de la Alta Edad Media.
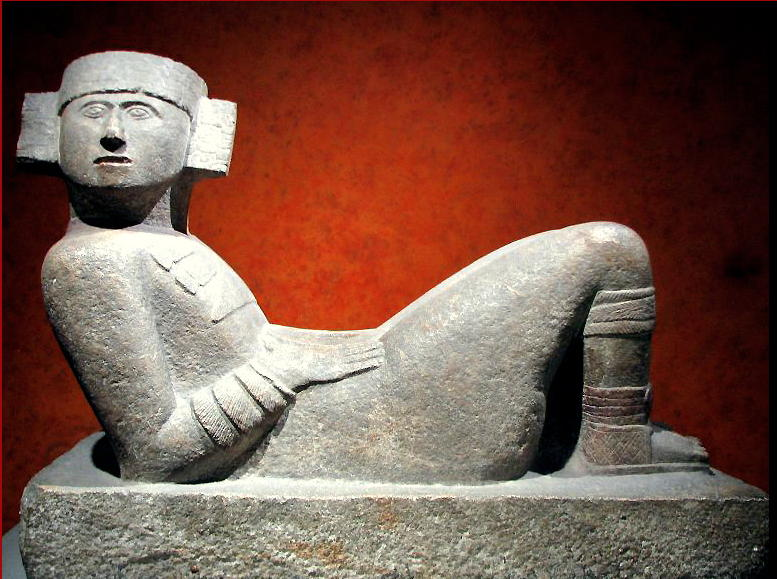
Chac Mool (Chichén Itzá, ciudad maya fundada en el siglo VI). Las civilizaciones mesoamericanas desarrollaron una cultura peculiar ligada a la guerra ritualizada entre ciudades-estado rivales, que incluía el sacrificio de los prisioneros para garantizar el orden cosmológico, además de una antropofagia de debatida consideración.

Un caballero, un clérigo y un campesino (los tres órdenes feudales) ilustran la miniatura de una letra capitular en un manuscrito medieval.

- Edad Media: De validez restringida a Occidente, desde la caída del Imperio romano de Occidente (siglo V) hasta la caída del Imperio romano de Oriente (siglo XV). En un periodo tan prolongado se produjeron dinámicas muy complejas, que poco tienen que ver con los tópicos de aislamiento, inmovilismo y oscurantismo con que se la definía desde la perspectiva de la modernidad, que la infravaloraba como un paréntesis de atraso y discontinuidad entre una mitificada Edad Antigua y su renacimiento en la moderna.

- Alta Edad Media: siglo V al siglo X. Una época en la que destaca el retroceso de la vida urbana y de la descomposición del poder político central que caracterizan al feudalismo. La Iglesia, sobre todo a través del monacato, se convierte en la única continuidad de la tradición intelectual. La nobleza y el clero, vinculados familiarmente, son los señores que ejercen el poder político, social y económico sobre los campesinos sometidos a servidumbre. Castillos y monasterios se imponen en un paisaje de bosques, baldíos y pequeñas aldeas casi incomunicadas.

- Baja Edad Media: Del siglo XI al siglo XV. A veces se restringe al siglo XIV y al siglo XV, como Crisis de la Edad Media o Crisis del siglo XIV; denominándose el periodo del siglo XI al siglo XIII como Plenitud de la Edad Media. Se produce una revolución urbana y un aumento de la actividad comercial y artesanal de una incipiente burguesía, al tiempo que se fortalece el poder de las monarquías feudales. Los poderes universales (Pontificado e Imperio) se enfrentan y entran en crisis. Las Cruzadas demuestran la capacidad de expansión europea hacia el oriente del Mediterráneo, mientras en la península ibérica se terminan imponiendo los reinos cristianos a Al-Ándalus (España musulmana) en un proceso denominado La Reconquista. La universidad medieval reelaboró el saber antiguo a través de la escolástica (revolución del siglo XII). En los siglos finales se conforman los rasgos que caracterizarán todo el periodo del Antiguo Régimen: una economía en transición del feudalismo al capitalismo, una sociedad estamental y una monarquía autoritaria en transición a la monarquía absoluta.

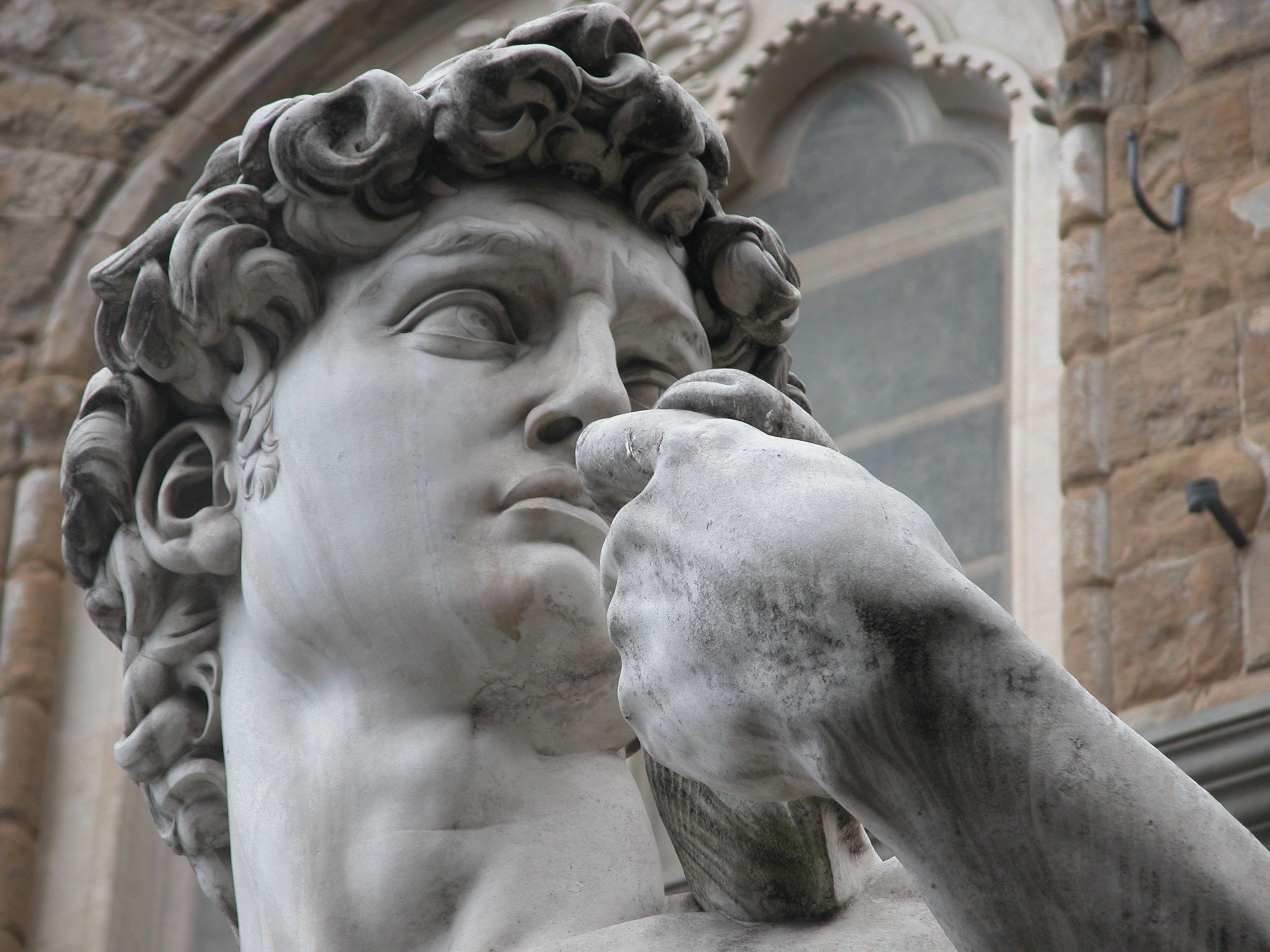
El David de Miguel Ángel (1504), obra cumbre del Renacimiento italiano, y ejemplo de la confianza en el ser humano propia del antropocentrismo humanista.

- Edad Moderna: De mediados o finales del siglo XV a mediados o finales del siglo XVIII. (Para los anglohablantes, Early Modern Times, es decir, «Primera Edad Moderna» o «Edad Moderna Temprana»). Se toma como hitos que marcan su comienzo la Imprenta, la toma de Constantinopla por los turcos o el descubrimiento de América; como final, la Revolución francesa, la Independencia de los Estados Unidos de América o la Revolución industrial. Es por primera vez, un periodo de validez casi mundial, puesto que para la mayor parte del mundo (con la excepción solo parcial de China o Japón —que tras unos primeros contactos optan por cerrarse a la influencia exterior en mayor o menor medida— o de espacios recónditos de América, África y Oceanía —colonizados en el siglo XIX—), significó la imposición de la civilización occidental y la denominada economía-mundo. Se inició con la era de los descubrimientos y la expansión del imperio español y el portugués, mientras el mundo de las ideas experimentaba las innovaciones del Renacimiento, la Reforma Protestante y la Revolución científica; contrapesadas por la Contrarreforma y el Barroco. Mientras en la Francia de Luis XIV triunfaba el absolutismo, en otras partes de Europa noroccidental lo hacían las primeras revoluciones burguesas que desafiaban al Antiguo Régimen (revolución neerlandesa, revolución inglesa) y en el sur y este del continente se observaba un proceso de refeudalización. El eje de la civilización se desplazó de la cuenca del Mediterráneo al océano Atlántico. La crisis del siglo XVII y los tratados de Westfalia reedificaron un nuevo equilibrio europeo que imposibilitaba las hegemonías española o francesa, y que se mantuvo durante el siglo XVIII, caracterizado intelectualmente por la Ilustración. A lo largo de todo el periodo se van gestando los modernos conceptos de nación y estado.

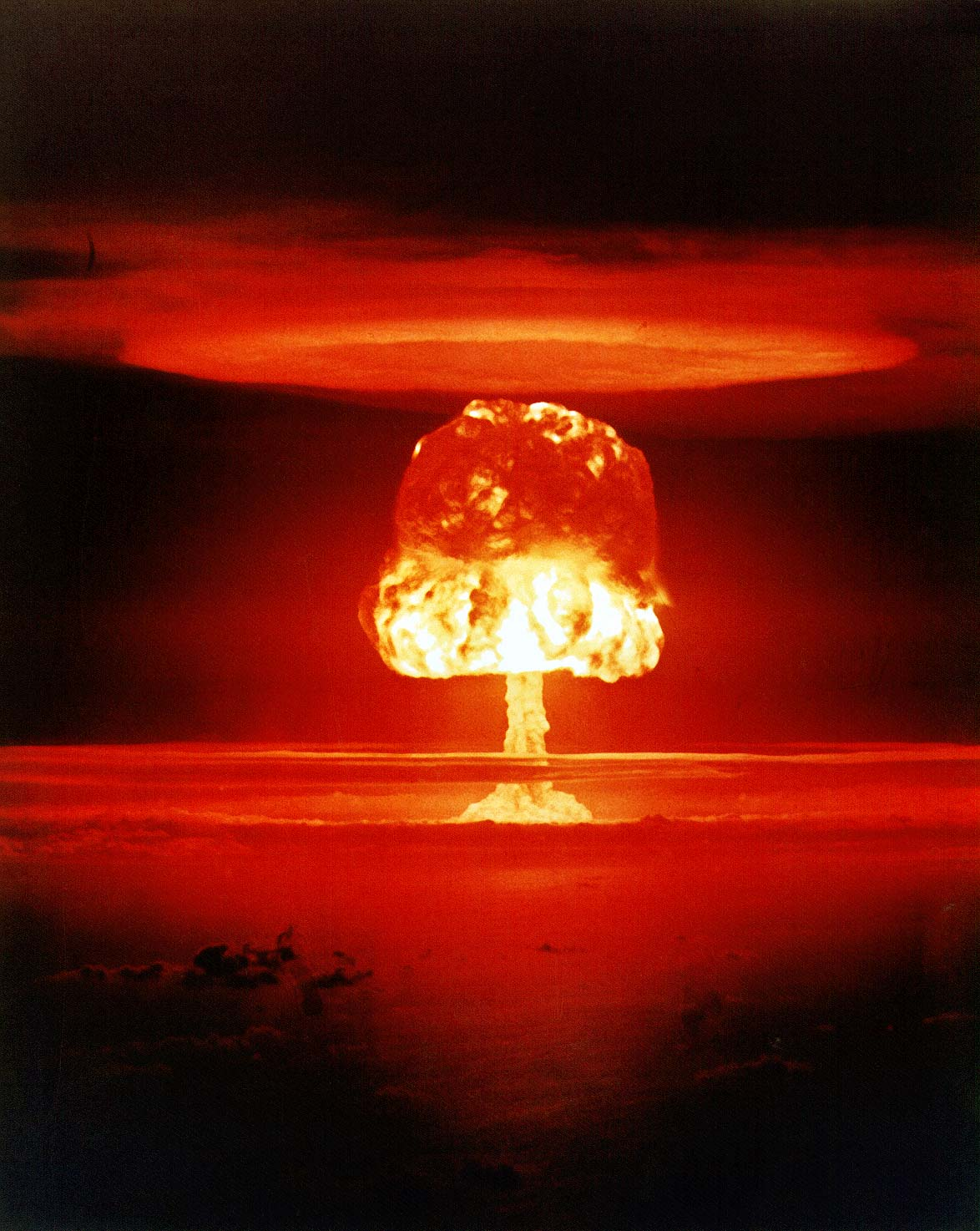
Prueba nuclear en el atolón de Bikini, 26 de marzo de 1954, en plena Guerra fría. La era nuclear se inauguró en 1945, cuando los Estados Unidos lanzaron en Hiroshima y Nagasaki las primeras bombas atómicas. La Unión Soviética la siguió en lo que se denominó carrera nuclear o carrera de armamentos (simultánea a la carrera espacial), así como las otras tres potencias con derecho a veto en el Consejo de Seguridad de Naciones Unidas: Reino Unido, Francia y China. Otros países no firmantes del tratado de no proliferación nuclear han desarrollado este armamento: abiertamente India y Pakistán; sin reconocerlo Israel, Sudáfrica —lo desmanteló al caer el régimen de apartheid— y quizá otros.

- Edad Contemporánea. Desde mediados o finales del siglo XVIII hasta el presente. (Para los anglohablantes Later Modern Times, es decir, «Segunda Edad Moderna» o «Edad Moderna Tardía»). Una inicial era de las revoluciones (revolución industrial, revolución burguesa y revolución liberal) acabó con el Antiguo Régimen y dio paso en la segunda mitad del siglo XIX al triunfo del capitalismo que se extiende con el imperialismo a todo el mundo, al tiempo que se veía contestado por el movimiento obrero. Las guerras napoleónicas dieron paso a un periodo de hegemonía británica durante la era Victoriana. El comienzo de la transición demográfica (primero en Inglaterra, poco después en el continente europeo y posteriormente en el resto del mundo) produce una verdadera explosión demográfica que altera de forma radical el equilibrio social y el del hombre con la naturaleza, sobre todo a partir de la segunda revolución industrial (paso de la era del carbón y de la máquina de vapor a la era del petróleo y el motor de explosión y la era de la electricidad). La primera mitad del siglo XX se marcó por dos guerras mundiales y un período de entreguerras en el que las democracias liberales enfrentadas a la crisis de 1929 se ven desafiadas por los totalitarismos soviético y fascista. La segunda mitad del siglo XX se caracterizó por el equilibrio del terror entre las dos superpotencias (Estados Unidos y la Unión Soviética), y la descolonización del Tercer Mundo, en medio de conflictos regionales de gran violencia (como el árabe-israelí) y una aceleración de la innovación tecnológica (tercera revolución industrial o revolución científico-técnica). Desde 1989, la caída del muro de Berlín y la desaparición del bloque socialista condujeron al mundo actual del siglo XXI presidido por la globalización tanto de la economía como de la presencia política, militar e ideológica (poder blando) de la única superpotencia, así como de sus aliados (potencias clásicas —Unión Europea, Japón—), socios o posibles rivales (potencias emergentes —China—) y opositores (potencias menores, como algunos países islámicos, y movimientos a veces expresados en terrorismo —11-S—).[43]

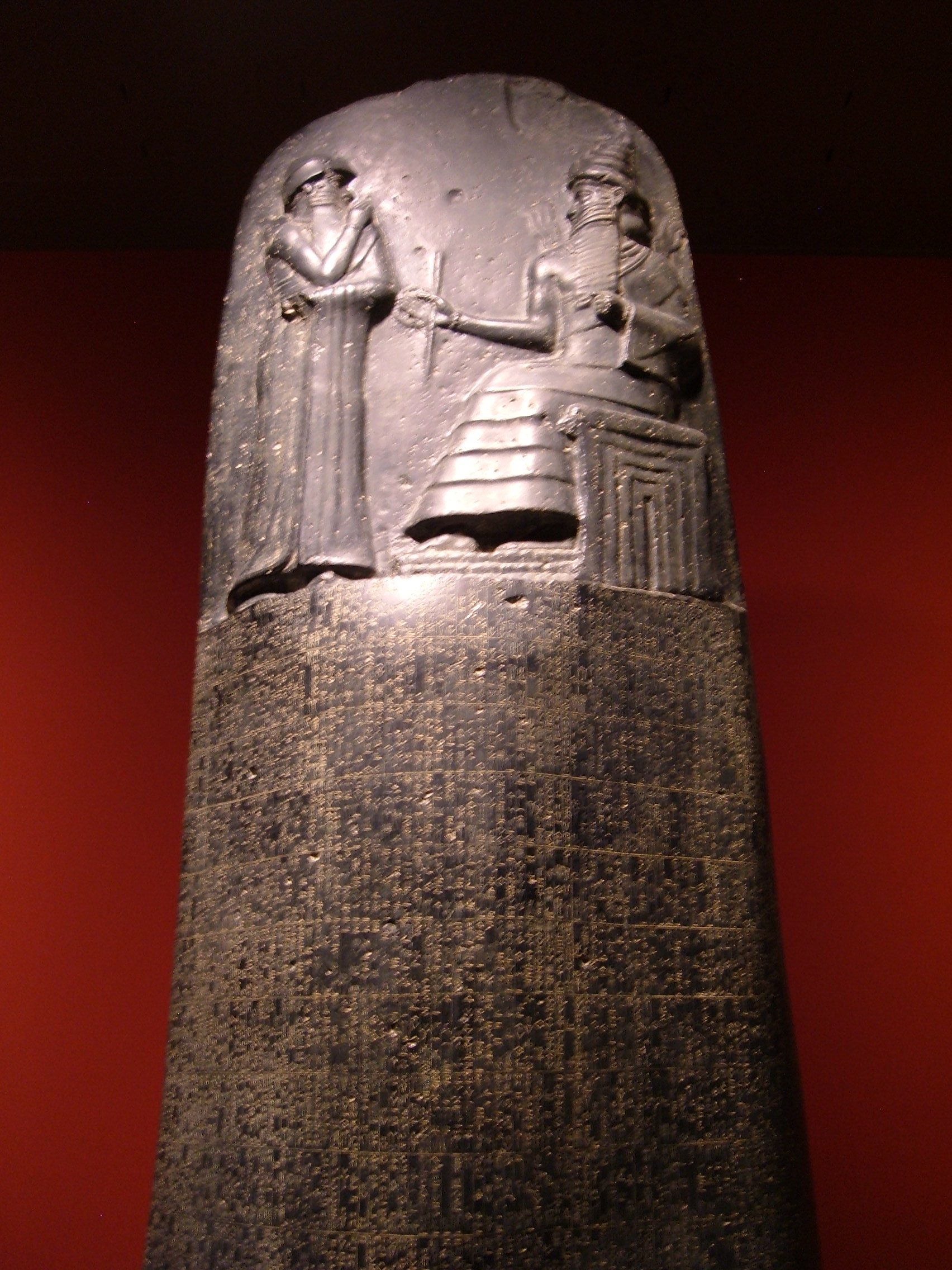
Código de Hammurabi, Babilonia. Edad Antigua.
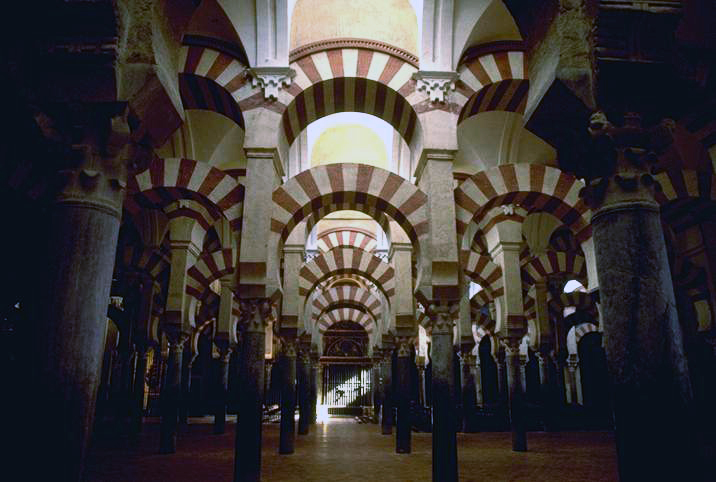
Mezquita de Córdoba. Edad Media.
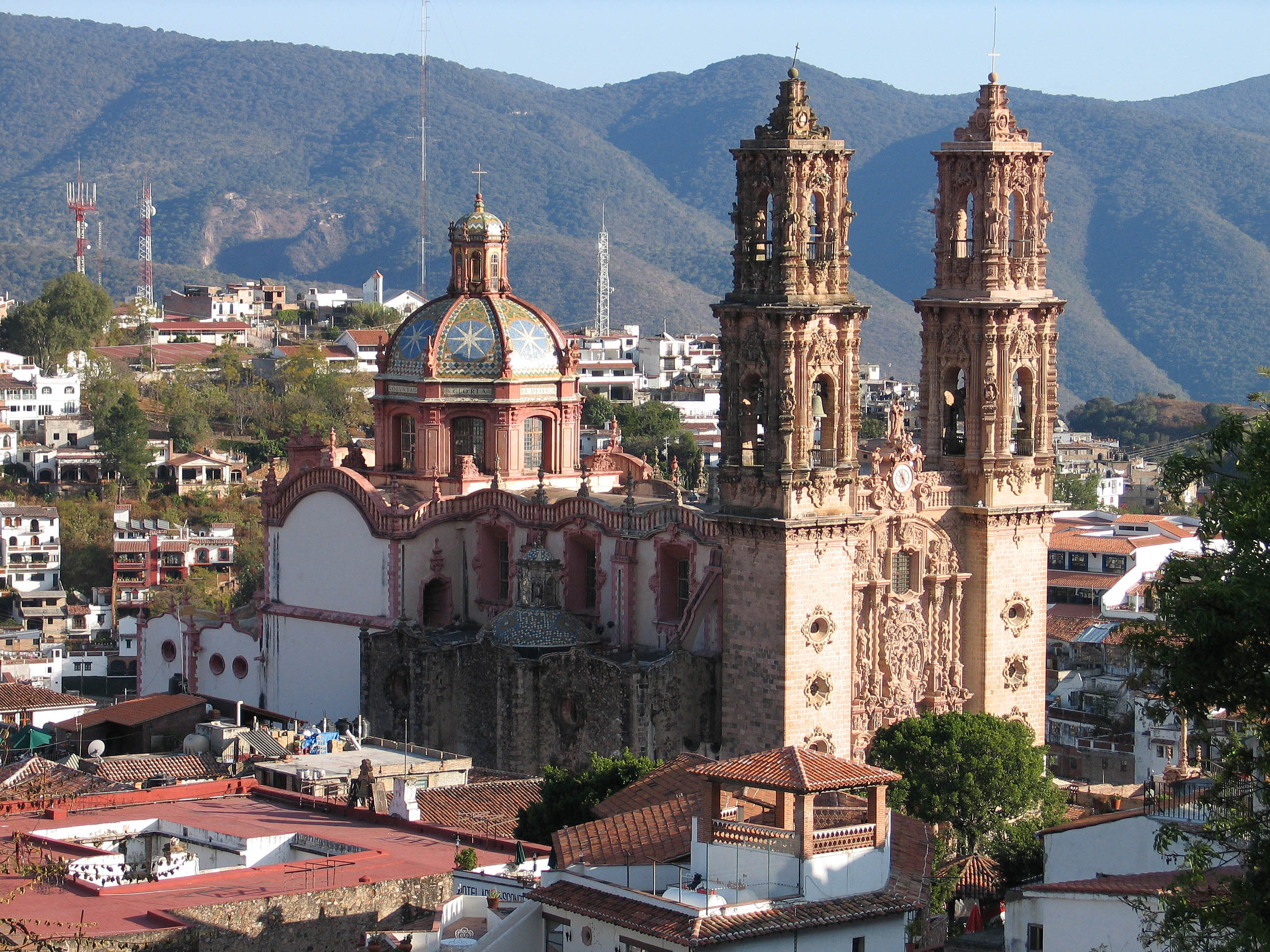
Santa Prisca de Taxco, México. Edad Moderna.
La libertad guiando al pueblo, de Eugéne Delacroix (Francia). Edad Contemporánea.